# Утинское сельское поселение (Кемеровская область)
Утинское се́льское поселе́ние — муниципальное образование в Тисульском районе Кемеровской области. 
Административный центр — посёлок Утинка.

## История
Утинское сельское поселение образовано 17 декабря 2004 года в соответствии с Законом Кемеровской области № 104-ОЗ.
Упразднено с 15 ноября 2020 года в связи с преобразованием Тисульского района в муниципальный округ.

## Население
| 2010 | 2011 | 2012 | 2013 | 2014 | 2015 | 2016 | 2017 | 2018 |
| ---- | ---- | ---- | ---- | ---- | ---- | ---- | ---- | ---- |
| 962  | ↘958 | ↘930 | ↘896 | ↘877 | ↘858 | ↘841 | ↘830 | ↘802 |
| 2019 | 2020 |      |      |      |      |      |      |      |
| ↘781 | ↘775 |      |      |      |      |      |      |      |

## Состав сельского поселения
| № | Населённый пункт  | Тип населённого пункта          | Население |
| - | ----------------- | ------------------------------- | --------- |
| 1 | Большой Берчикуль | село                            | 230       |
| 2 | Городок           | село                            | 37        |
| 3 | Кондрашка         | деревня                         | 205       |
| 4 | Смычка            | посёлок                         | 49        |
| 5 | Утинка            | посёлок, административный центр | 441       |

## Статистика
Всего проживает 912 человек, из них трудоспособного населения 412. Пенсионеров 183 человек. На территории расположены 1 детский сад, 1ФАП, 5 магазинов, 2 объекта культуры.